# رايموند كروغ
رايموند كروغ (بالفرنسية: Raymond Krug)‏ هو لاعب كرة قدم فرنسي، ولد في 19 أكتوبر 1924 في ستراسبورغ في فرنسا، وتوفي بنفس المكان في 8 يناير 1990. شارك مع منتخب فرنسا الأولمبي لكرة القدم. أما مع النوادي، فقد لعب مع نادي ستراسبورغ.

## وصلات خارجية
- رايموند كروغ على موقع قاعدة بيانات كرة القدم.إي يو (الإنجليزية)
- رايموند كروغ على موقع عالم كرة القدم.نت (الإنجليزية)
- رايموند كروغ على موقع أوليمبيديا (الإنجليزية)